# Saint-Jean-de-la-Croix
Pour les articles homonymes, voir Saint-Jean.
Saint-Jean-de-la-Croix est une commune française située dans le département de Maine-et-Loire, en région Pays de la Loire.

## Géographie

### Localisation
Commune angevine implantée sur une des îles de la Loire formées entre le bras principal du fleuve et le Louet, un bras de 25 km. Les quatre autres communes de l’île, Denée, Mozé-sur-Louet, Mûrs-Érigné et Les Ponts-de-Cé, sont situées à cheval sur l’île et une rive (pour les trois premières citées) ou les deux rives (pour la dernière). Saint-Jean-de-la-Croix se situe à 8 km au sud d'Angers.
Bien qu'étant excentrée à l'ouest, elle fait partie de la communauté de communes Loire Layon Aubance.

### Climat
Pour des articles plus généraux, voir Climat des Pays de la Loire et Climat de Maine-et-Loire.
En 2010, le climat de la commune est de type climat océanique altéré, selon une étude du CNRS s'appuyant sur une série de données couvrant la période 1971-2000. En 2020, Météo-France publie une typologie des climats de la France métropolitaine dans laquelle la commune est exposée à un climat océanique et est dans la région climatique Moyenne vallée de la Loire, caractérisée par une bonne insolation (1 850 h/an) et un été peu pluvieux.
Pour la période 1971-2000, la température annuelle moyenne est de 12 °C, avec une amplitude thermique annuelle de 14,1 °C. Le cumul annuel moyen de précipitations est de 650 mm, avec 11,3 jours de précipitations en janvier et 5,7 jours en juillet. Pour la période 1991-2020, la température moyenne annuelle observée sur la station météorologique de Météo-France la plus proche, à Beaucouzé à 8 km à vol d'oiseau, est de 12,6 °C et le cumul annuel moyen de précipitations est de 709,3 mm,. Pour l'avenir, les paramètres climatiques de la commune estimés pour 2050 selon différents scénarios d'émission de gaz à effet de serre sont consultables sur un site dédié publié par Météo-France en novembre 2022.

## Urbanisme

### Typologie
Au 1er janvier 2024, Saint-Jean-de-la-Croix est catégorisée commune rurale à habitat dispersé, selon la nouvelle grille communale de densité à sept niveaux définie par l'Insee en 2022.
Elle est située hors unité urbaine. Par ailleurs la commune fait partie de l'aire d'attraction d'Angers, dont elle est une commune de la couronne,. Cette aire, qui regroupe 81 communes, est catégorisée dans les aires de 200 000 à moins de 700 000 habitants,.

### Occupation des sols
L'occupation des sols de la commune, telle qu'elle ressort de la base de données européenne d’occupation biophysique des sols Corine Land Cover (CLC), est marquée par l'importance des territoires agricoles (79,4 % en 2018), en augmentation par rapport à 1990 (63,1 %). La répartition détaillée en 2018 est la suivante : 
zones agricoles hétérogènes (53,3 %), prairies (26,2 %), eaux continentales (20,6 %). L'évolution de l’occupation des sols de la commune et de ses infrastructures peut être observée sur les différentes représentations cartographiques du territoire : la carte de Cassini (XVIIIe siècle), la carte d'état-major (1820-1866) et les cartes ou photos aériennes de l'IGN pour la période actuelle (1950 à aujourd'hui).

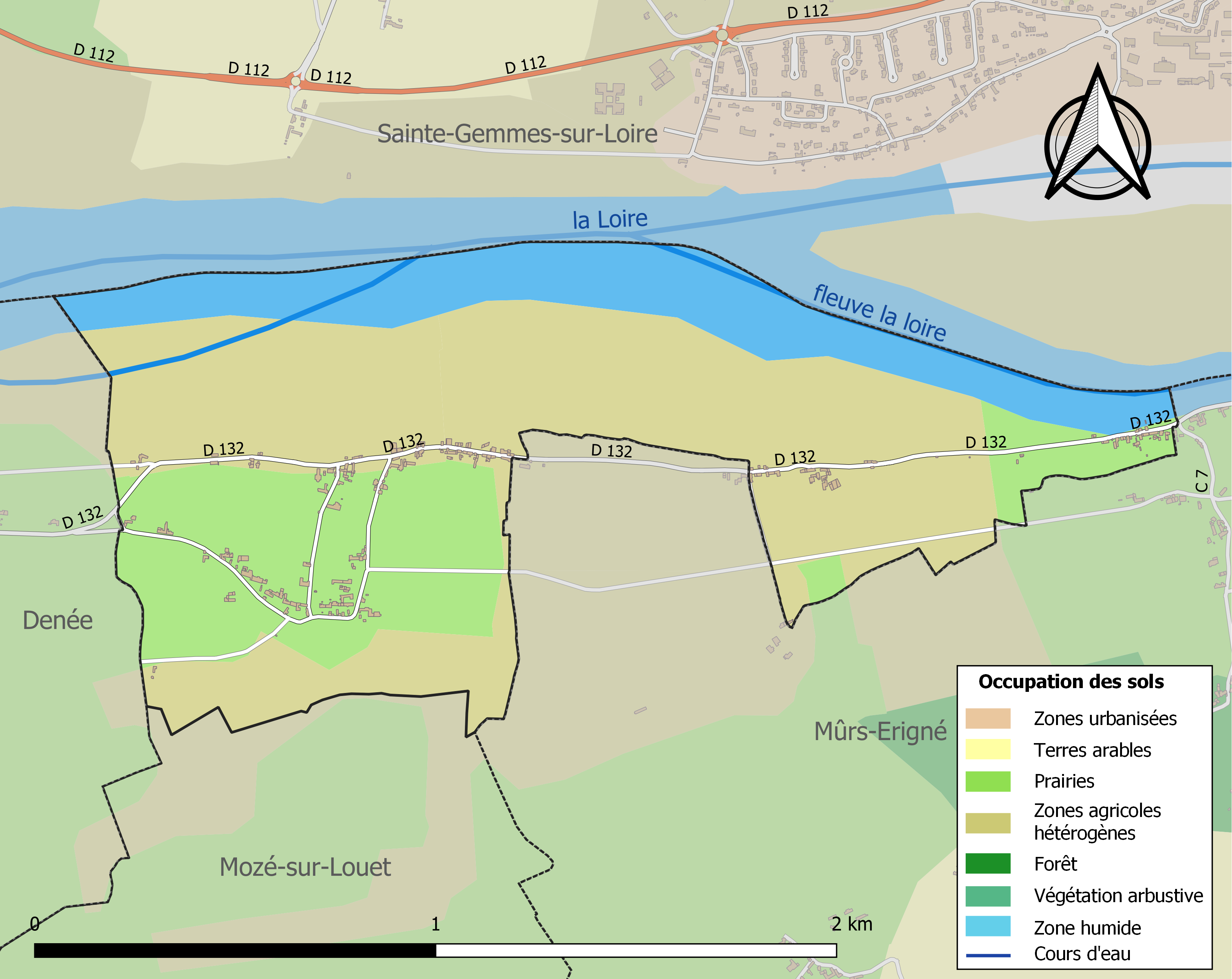
Carte des infrastructures et de l'occupation des sols de la commune en 2018 (CLC).

## Toponymie
En Vallée de Fosse, le village de la Croix, paroisse de Sainte-Gemme, en 1593, 1601, 1669. Nom révolutionnaire, L'Île-Verte,,.

## Histoire
Le pays fait partie dès avant le Xe siècle du domaine des Fosses, ou de la Vallée-des-Fosses, qui appartient aux comtes d'Anjou.

## Politique et administration

### Administration municipale
| Période                                  | Période                             | Identité               | Étiquette | Qualité            |
| ---------------------------------------- | ----------------------------------- | ---------------------- | --------- | ------------------ |
| 1790-1792                                | messidor an III                     | Jean Dolbeau           |           |                    |
| an IV                                    |                                     | Pierre-Laurent Gillet  |           | agent national     |
| an V                                     |                                     | François-Pierre Brunet |           | agent national     |
| an VI                                    |                                     | François Degaigné      |           |                    |
| an VIII                                  |                                     | Jean-Simon Dolbeau     |           |                    |
| 10 messidor an VII (28 juin 1799)        | 27 décembre 1825 (démission)        | Jean Peltier           |           |                    |
| 14 janvier 1826                          | 10 septembre 1830 (démission)       | Jean Perigault         |           |                    |
| 15 septembre 1830                        |                                     | Pierre Dolbeau         |           | capitaine retraité |
| 8 juillet 1852                           | 1856 (démission)                    | Jean-Pierre Bazouge    |           |                    |
| 22 novembre 1856                         |                                     | Mathurin Perrigault    |           |                    |
| 28 juillet 1858                          |                                     | Étienne Trottier       |           |                    |
| 1878                                     | 24 juin 1885 (démission)            | Jean Perrigault        |           |                    |
| 12 juillet 1885                          | 18 avril 1938 (décès)               | Jacques Trottier       |           |                    |
| 1938                                     | 1939                                | Jean-Baptiste Boutin   |           |                    |
| 1940                                     | 1945                                | Auguste Rideau         |           |                    |
| mai 1945                                 | 1947                                | Louis Boutin-Colin     |           |                    |
| octobre 1947                             | 1953                                | Florent Bazouge        |           |                    |
| mai 1953                                 | 1959                                | Louis Boutin           |           |                    |
| mars 1959                                | 1983                                | Maurice Hodée          |           |                    |
| mars 1983                                | 1989                                | Désiré Juin            |           |                    |
| mars 1989                                | mars 2008                           | Maurice Bornet         | DVD       |                    |
| mars 2008                                | en cours (réélu en 2014 et en 2020) | Hugues Vaulerin        | DVG       | comédien           |
| Les données manquantes sont à compléter. |                                     |                        |           |                    |

### Intercommunalité
La commune est membre de la communauté de communes Loire Layon Aubance depuis la disparition de la communauté de communes Loire Aubance, elle-même membre du syndicat mixte Pays Loire-Angers.

## Population et société

### Démographie

#### Évolution démographique
L'évolution du nombre d'habitants est connue à travers les recensements de la population effectués dans la commune depuis 1793. Pour les communes de moins de 10 000 habitants, une enquête de recensement portant sur toute la population est réalisée tous les cinq ans, les populations de référence des années intermédiaires étant quant à elles estimées par interpolation ou extrapolation. Pour la commune, le premier recensement exhaustif entrant dans le cadre du nouveau dispositif a été réalisé en 2008.

En 2022, la commune comptait 225 habitants, en évolution de −2,17 % par rapport à 2016 (Maine-et-Loire : +2,12 %, France hors Mayotte : +2,11 %).
| 1793 | 1800 | 1806 | 1821 | 1831 | 1836 | 1841 | 1846 | 1851 |
| ---- | ---- | ---- | ---- | ---- | ---- | ---- | ---- | ---- |
| 450  | 366  | 308  | 377  | 395  | 400  | 386  | 361  | 376  |

| 1856 | 1861 | 1866 | 1872 | 1876 | 1881 | 1886 | 1891 | 1896 |
| ---- | ---- | ---- | ---- | ---- | ---- | ---- | ---- | ---- |
| 351  | 325  | 321  | 295  | 311  | 277  | 269  | 255  | 244  |

| 1901 | 1906 | 1911 | 1921 | 1926 | 1931 | 1936 | 1946 | 1954 |
| ---- | ---- | ---- | ---- | ---- | ---- | ---- | ---- | ---- |
| 245  | 234  | 240  | 204  | 197  | 180  | 186  | 182  | 181  |

| 1962 | 1968 | 1975 | 1982 | 1990 | 1999 | 2006 | 2008 | 2013 |
| ---- | ---- | ---- | ---- | ---- | ---- | ---- | ---- | ---- |
| 178  | 181  | 178  | 173  | 179  | 239  | 237  | 236  | 236  |

| 2018 | 2022 | - | - | - | - | - | - | - |
| ---- | ---- | - | - | - | - | - | - | - |
| 229  | 225  | - | - | - | - | - | - | - |

#### Pyramide des âges
La population de la commune est relativement jeune.
En 2018, le taux de personnes d'un âge inférieur à 30 ans s'élève à 30,6 %, soit en dessous de la moyenne départementale (37,2 %). À l'inverse, le taux de personnes d'âge supérieur à 60 ans est de 21,4 % la même année, alors qu'il est de 25,6 % au niveau départemental.
En 2018, la commune compte 117 hommes pour 112 femmes, soit un taux de 51,09 % d'hommes, largement supérieur au taux départemental (48,63 %).
Les pyramides des âges de la commune et du département s'établissent comme suit.
| Hommes | Classe d’âge | Femmes |
| ------ | ------------ | ------ |
| 0,0    | 90 ou +      | 0,0    |
| 6,0    | 75-89 ans    | 8,9    |
| 15,4   | 60-74 ans    | 12,5   |
| 27,4   | 45-59 ans    | 26,8   |
| 18,8   | 30-44 ans    | 23,2   |
| 12,0   | 15-29 ans    | 14,3   |
| 20,5   | 0-14 ans     | 14,3   |

| Hommes | Classe d’âge | Femmes |
| ------ | ------------ | ------ |
| 0,9    | 90 ou +      | 2,1    |
| 7      | 75-89 ans    | 9,5    |
| 16,2   | 60-74 ans    | 16,9   |
| 19,4   | 45-59 ans    | 18,7   |
| 18,2   | 30-44 ans    | 17,5   |
| 18,8   | 15-29 ans    | 17,6   |
| 19,5   | 0-14 ans     | 17,6   |

## Économie
Sur 14 établissements présents sur le territoire de la commune à fin 2010, 14 % relèvent du secteur de l'agriculture (pour une moyenne de 17 % dans le département), 7 % du secteur de l'industrie, 14 % du secteur de la construction, 43 % de celui du commerce et des services et 21 % du secteur de l'administration et de la santé. Cinq ans plus tard, en 2015, sur les 15 établissements présents, 7 % relèvent du secteur de l'agriculture (pour une moyenne de 11 % dans le département), 13 % du secteur de l'industrie, 7 % de celui de la construction, 67 % du secteur du commerce et des services et 7 % de celui de l'administration et de la santé.

## Culture locale et patrimoine

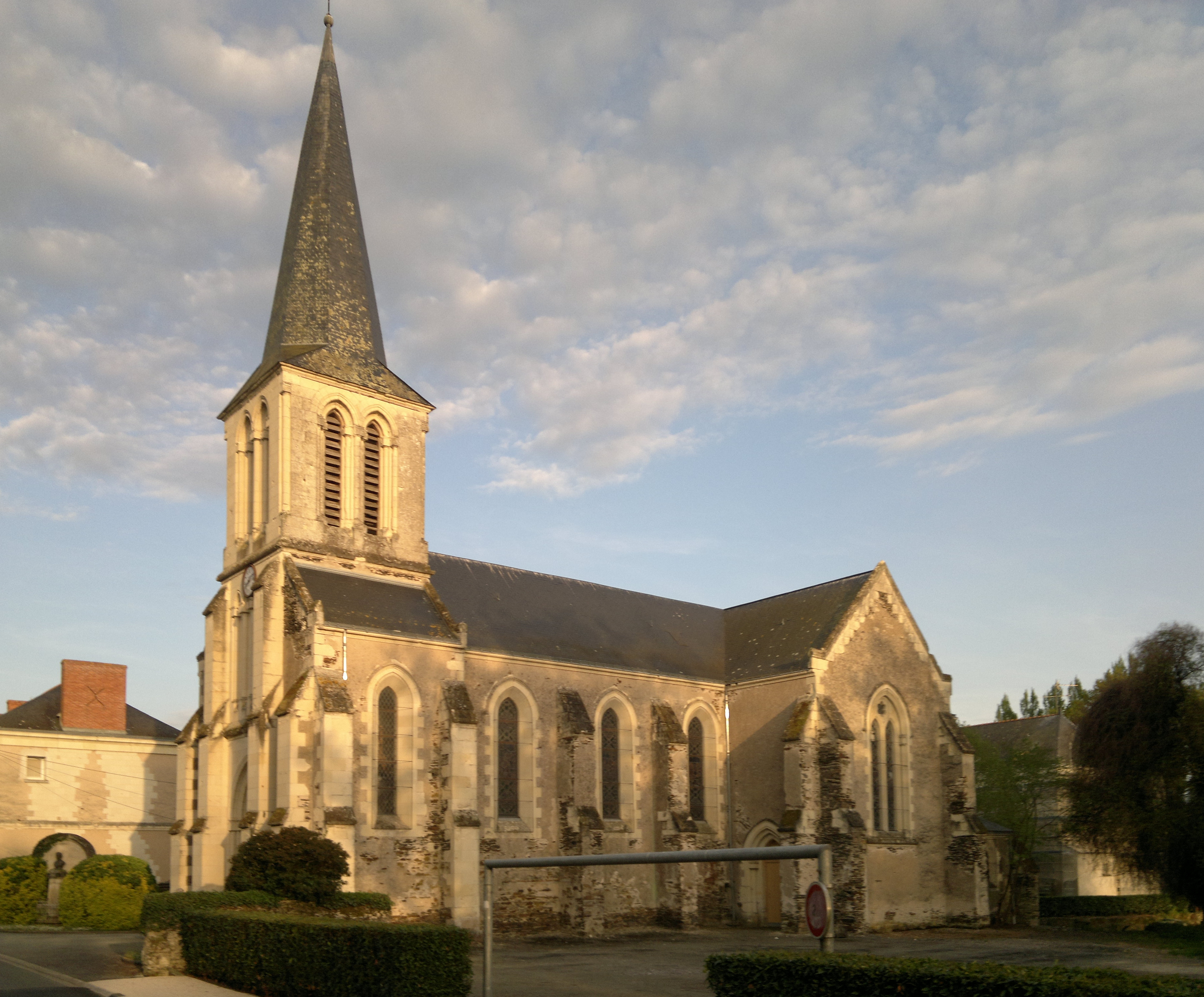
Église Saint-Jean.

### Lieux et monuments
- L'église Saint-Jean-Baptiste, édifiée en 1704, reconstruite en 1860 et 1861 et consolidée en 1995. À droite de l'église se trouve la stèle de Léon Legault, généreux donateur de la commune[27].
- La chapelle Notre-Dame-du-Chanvre, datée de 1870-1891[15].
- Quelques maisons typiques de la vallée de la Loire en schiste et chaux, comportant un étage refuge en tuffeau[27] accessible pas un escalier intérieur lors des crues et comportant parfois encore l'anneau d'amarrage pour les galiotes (barques à fond plat).
- Le moulin de la Sauterelle (moulin à vent)[28].